# De Mûnts
De Mûnts – wiatrak w miejscowości Buitenpost, w gminie Leeuwarden, w prowincji Fryzja, w Holandii. Młyn został wzniesiony w 1959 r. Był restaurowany w latach 1963, 1973 oraz 1994. Wiatrak ma trzy piętra, przy czym powstał na jednopiętrowej bazie. Jego śmigła mają rozpiętość 13,40 m. Wiatrak służy głównie do pompowania wody za pomocą śruby Archimedesa.